# スカーラ・コエーリ
スカーラ・コエーリ（イタリア語: Scala Coeli）は、イタリア共和国カラブリア州コゼンツァ県にある、人口約1,000人の基礎自治体（コムーネ）。

## 地理

### 位置・広がり

#### 隣接コムーネ
隣接するコムーネは以下の通り。括弧内のKRはクロトーネ県所属を示す。
- カンパーナ
- カリアーティ
- クルーコリ (KR)
- マンダトリッチョ
- テッラヴェッキア
- ウンブリアーティコ (KR)